# Abañín
Abañín ist eine Ortschaft und eine Parroquia rural („ländliches Kirchspiel“) im Kanton Zaruma der ecuadorianischen Provinz El Oro. Die Parroquia besitzt eine Fläche von 65,42 km². Die Einwohnerzahl lag im Jahr 2010 bei 1684. Die Parroquia Abañín wurde am 2. Januar 1957 gegründet.

## Lage
Die Parroquia Abañín liegt in der Cordillera Occidental im Südwesten von Ecuador. Das Verwaltungsgebiet besitzt eine Längsausdehnung in Ost-West-Richtung von etwa 13,5 km. Der Río Jubones fließt entlang der nördlichen Verwaltungsgrenze nach Westen. Im Osten wird die Parroquia vom Río Ganacay begrenzt. Der 1760 m hoch gelegene Hauptort befindet sich etwa 40 km nordnordöstlich vom Kantonshauptort Zaruma.
Die Parroquia Abañín grenzt im Norden an die Provinz Azuay mit den Parroquias Pucará, San Rafael de Sharug und Santa Isabel, im Osten an die Provinz Loja mit der Parroquia San Sebastián de Yúluc (Kanton Saraguro), im Süden an die Parroquia Guanazán sowie im Westen an die Parroquia Uzhcurrumi (Kanton Pasaje).

## Orte und Siedlungen
In der Parroquia gibt es neben dem Hauptort folgende Comunidades und Barrios: Achiraloma, Aguacate, Algodonal, Daligzhe, Ganacay, Lacay, Naranja Loma, Oro Playa, Tapral, Tunuyunga, Unión de Tamacado und Zhuquin. 